# Buczek (województwo dolnośląskie)
Buczek – osada leśna w Polsce położona w województwie dolnośląskim, w powiecie bolesławieckim, w gminie Bolesławiec.
W latach 1975–1998 miejscowość położona była w województwie jeleniogórskim.